# Onchidoris sparsa
Onchidoris sparsa är en snäckart som först beskrevs av Joshua Alder och Hancock 1846.  Onchidoris sparsa ingår i släktet Onchidoris och familjen Onchidorididae. Arten är reproducerande i Sverige. Inga underarter finns listade i Catalogue of Life.